# Чон Хи Сук
Чон Хи Сук (кор. 전희숙?, 全希叔?, р.16 июня 1984) — южнокорейская фехтовальщица на рапирах, чемпионка Азиатских игр, призёр чемпионатов мира и Олимпийских игр.
Родилась в 1984 году в Сеуле. В 2006 году стала обладательницей бронзовой медали чемпионата мира. В 2009 году на чемпионате мира заняла второе место. В 2010 и 2011 годах вновь становилась бронзовой призёркой чемпионата мира. В 2012 году завоевала бронзовую медаль на Олимпийских играх в Лондоне. В 2014 году стала обладательницей двух золотых медалей Азиатских игр.